# Принц Кінаші но Кару
Принц Кінаші но Кару (木梨軽皇子, Кінаші но Кару но Міко, помер приблизно у 453) — японський принц, первісток імператора Інґьо та імператриці Ошісака но Онакацухіме. Рідний брат двох майбутніх імператорів: принца Анахо (імператор Анко) та принца Охацусе Вакатаке (імператор Юряку).
Принц Кінаші но Кару був великим сином Імператора, проте його амбіціям зашкодили звинувачення у нездорових стосунках з власною сестрою, принцесою Кару но Ойрацуме. Сам Кінаші но Кару ніколи не знав, що принцеса була його сестрою. Одного дня принц зізнався батьку у своєму коханні до неї, але імператор заборонив будь-які любовні стосунки між ними, оскільки Кару но сама була коханкою Інґьо.
Після смерті імператора Інґьо почалася битва за престол. Анахо захопив владу і наказав повісити принцесу Кару но Ойрацуме та вигнав брата з двору. Кінаші но Кару зібрав однодумців, з якими спробував врятувати сестру, але Анахо схопив її та приставив лезо до її горла. Аби врятувати сестру Кінаші но Кару мусив поступитися престолом і вирушити у вигнання. Анахо тоді став імператором Анко.
У хроніці «Кодзікі» сказано, що він вирушає до провінції Ійо, де накладає на себе руки. У «Ніхон Сьокі» навпаки — говориться, що це принцеса Кару но Ойрацуме вирушила у вигнання до провінції Ійо ще за життя батька, а принц вкоротив собі віку вже після програшу боротьби за трон.